# 金沙風力發電站
金沙風力發電站位於福建省金門縣金沙鎮碧山，為隸屬於台灣電力公司旗下的風力發電站。該發電站共裝設兩部額定容量2.0MW的風力發電機組兩部，所發之電力輸送至鵲山二次變電所後併聯於金門島的供電網路中，預估一年可減少二氧化碳排放量7,200噸；節省燃煤4,200噸。

## 沿革

### 計畫
早於1982年，工業技術研究院即在金門縣田埔地區進行風力發電站設站評估作業，當時計畫將裝設兩部4KW之風力發電機進行試驗運轉評估。直到2004年12月，台灣電力公司完成澎湖縣中屯風力發電站第一期工程後，其發電站運轉狀況良好，因此台灣電力公司開始推動「風力發電十年發展計畫」。
其中離島部分，台電公司計畫除澎湖本島增設更多風力發電機組之外，也計畫將在金門縣金沙鎮架設風力發電機組。該計畫稱為「金門金沙風力計畫」，預計將在金沙鎮碧山地區原金門縣林務所第一林班第十四小班的土地架設兩部裝置容量2.0MW的風力發電機組。
2008年3月14日，時任台灣電力公司新能源施工處處長陳武雄於當天前往金沙風力發電站的預定地進行會勘，並表示由於風力發電機組的發電量，只能佔離峰用電的百分之二十，因此初期金沙風力發電站只能先裝設兩部風力發電機，待未來金門地區之用電量提升後，預計將再新增四部風力發電機組。

### 興建
2008年2月5日，金門金沙風力計畫正式動工，由星能股份有限公司進行風力發電機設計與施工，台灣電力公司新能源施工處負責監造。施工項目包含圓柱型鋼製塔架兩座，附屬電氣設備及電纜管排（包含GIS氣體絕緣開關、變壓器、監控設備、消防及其他設備）。另設有電氣室一棟、塔架基座兩座等工程項目。
2009年7月14日，金沙風力發電站已完成風力發電機艙吊掛至風機塔上的工程，風力發電站併聯至金門供電系統的線路也已經鋪設完成，該線路自金沙風力發電站的變壓器出發後先進入鵲山二次變電所後，再延伸至夏興發電廠，全線皆以地下化鋪設。
時任台灣電力公司新能源施工處處長陳武雄、金門區營業處經理李文選，當天也陪同時任金門縣長李炷烽、建設局長李增財、金沙鎮長陳昆第等人簡報金沙風力發電工程並到施工現場觀摩工程狀況與進度。

### 完工
2010年7月，金沙風力發電站完工啟用。由於風力發電機完工後，其高聳的結構在金沙鎮形成特殊的景觀，具有成為金門東海岸新地標之潛力，因此金門縣政府計畫，如經勘定風力發電站附近土地不涉私人產權的話，將積極推動讓風力發電機下方開發成公園增添金門縣觀光景點。
金沙鎮西園里里長黃志明於2015年1月7日表示，建議台灣電力公司如即將展開金沙風力發電站之第二期擴充計畫，希望能評估將場址改設置於西園鹽場西側的鹽田海埔地之可能性，並希望將來台電公司能於擴建工程推動前，與在地居民進行溝通與意見整合。

## 設備

### 發電機組
| 風力發電機類型                         | 風力發電類型 | 機組數量 | 裝置容量（MW） | 商轉日期  | 狀態   |
| -------------------------------------- | ------------ | -------- | -------------- | --------- | ------ |
| 丹麦Vestas公司製 V80/2000 型風力發電機 | 陸域風力發電 | 2        | 4MW            | 2010年7月 | 商轉中 |

## 資料來源
1. 1 2 3 4 5 6  . 金門縣政府. 2009-07-14  [2017-09-18] （中文（臺灣））.[永久]
2. 1 2 3  . The Wind Power.   [2017-09-18]. （原始内容存档于2020-10-26） （中文（臺灣））.
3. ↑  . 文化部.   [2017-09-18]. （原始内容存档于2019-07-01） （中文（臺灣））.
4. 1 2  吳天明.  (PDF). 源雜誌91期. 2002-01  [2017-09-18]. （原始内容 (PDF)存档于2019-07-01） （中文（臺灣））.
5. 1 2  張建騰. . 金門日報. 2007-01-06  [2017-09-18]. （原始内容存档于2019-07-01） （中文（臺灣））.
6. 1 2 3  . 金門縣綠網. 2015-01-07  [2017-09-18] （中文（臺灣））.[永久]
7. ↑  張建騰. . 金門日報. 2008-03-15  [2017-09-18]. （原始内容存档于2019-07-01） （中文（臺灣））.
8. ↑  倪國炎. . 大紀元. 2009-07-13  [2017-09-18]. （原始内容存档于2009-07-21） （中文（臺灣））.